# 21439 Robenzing
A 21439 Robenzing (ideiglenes jelöléssel 1998 FN123) a Naprendszer kisbolygóövében található aszteroida. A LINEAR projekt keretében fedezték fel 1998. március 20-án.